# 胡安·何塞·托雷斯

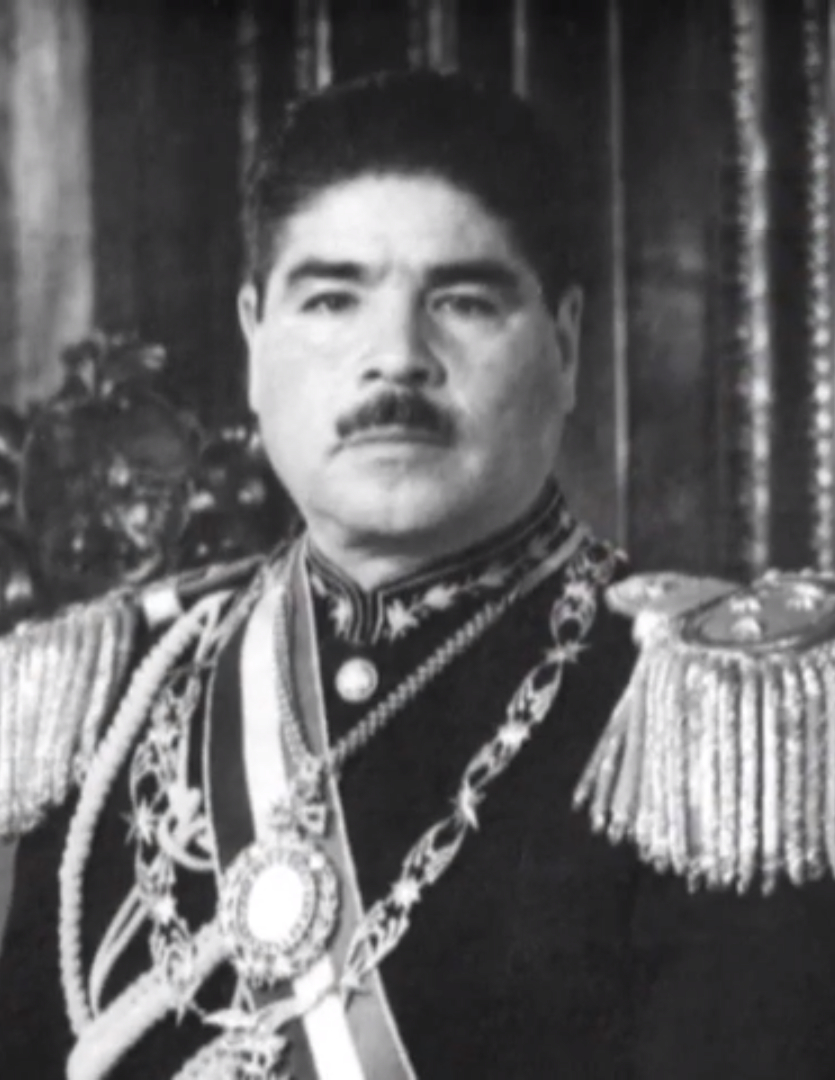
胡安·何塞·托雷斯·冈萨雷斯

胡安·何塞·托雷斯·冈萨雷斯（西班牙語：Juan José Torres González；1920年3月5日—1976年6月2日），玻利维亚的社会主义政治家、军事领导人，曾担任武装部队总司令、玻利维亚总统，1971年被乌戈·班塞尔发动军事政变推翻，流亡阿根廷。1976年“兀鹰行动”，在布宜诺斯艾利斯遭到暗杀。